# 美国世界社会党
美国世界社会党（英語：World Socialist Party of the United States，缩写为WSPUS）是美国的一个极左翼政党。该党成立于1916年7月7日，分裂自美国社会党。该党的意识形态是不可能主义、社会主义、古典马克思主义、反列宁主义。该党的总部位于波士顿。该党出版刊物《世界社会主义评论》。该党是世界社会主义运动的成员。